# Mexikaner
 (juillet 2021).
Le Mexikaner (« mexicain » en allemand) est une boisson alcoolisée composée principalement d'un alcool clair (à l'origine du Korn, et souvent de la vodka ou de la tequila), de jus de tomate, de sangrita, de sauce Tabasco, de sel et de poivre. La recette est similaire à celle du long drink Bloody Mary, mais le Mexikaner est beaucoup plus épicé et est généralement servi en shot dans un verre à shot.

## Histoire
La boisson est originaire de Hambourg, où le restaurateur Mike Coloni dit l'avoir servie pour la première fois en 1987 dans son bar hard rock Steppenwolf sur St. Pauli. Il a développé la recette comme une solution d'urgence pour couvrir le goût d'un mélange d'eau-de-vie de fruits bon marché qu'il avait accidentellement acheté à la place de Korn et dont il voulait couvrir le mauvais goût d'une manière ou d'une autre. Le résultat a été bien accueilli et, après avoir épuisé l'Obstler, il a été mélangé au Korn et mis au menu. Son nom vient de son goût piquant, qui « rappelle en quelque sorte le Mexique ». Alors que Coloni lui-même était réticent à boire le shot (« Je n'ai jamais aimé ce truc ! »), le Mexikaner, qui ne coûtait que 99 pfennigs au comptoir, était extrêmement populaire auprès de ses clients. Rapidement, d’autres pubs ayant des recettes similaires ont copié l'idée, et au fil des ans, la boisson a progressé jusqu'à devenir un « culte à St. Pauli ». Cependant, Coloni n'a révélé la recette de son mélange original qu'après avoir fermé son commerce en 2008.
En attendant, le cocktail est également servi dans d'autres villes. Il est « moins fréquent dans les bars haut de gamme ou aux comptoirs des mixologues, mais plutôt dans les bars de coin ou les bars à baby-foot. Mais pas seulement ». Ainsi, la boisson à la tomate est « un excellent agent avec lequel on peut enthousiasmer les gens pour les cocktails, [...] une catapulte avec laquelle on peut non seulement leur faire pleurer, mais aussi leur faire ouvrir les yeux sur la culture des cocktails ».

## Préparation
Le mélange original du pub Steppenwolf de Hambourg se composait de 0,7 l de Korn, 1,5 l de jus de tomate et 0,7 l de Taki Taki ou sangrita, selon une autre source, de 0,7 l de Korn, 5,1 l de jus de tomate et 0,5 l de Taki Taki. Ce prémélange était ensuite assaisonné d'une cuillère à soupe bombée de poivre et de sel ainsi que de 3 l de sauce Tabasco et finalement servi comme un shot pré-refroidi sans glace dans un verre à shot.
Comme pour de nombreux cocktails et boissons mélangées, la recette varie en fonction du vendeur. Par exemple, le Mexikaner est également proposé avec d'autres spiritueux tels que la vodka, la tequila ou le mezcal à la place du Korn, et peut également contenir du jus de citron ou de citron vert, des épices telles que la poudre de piment et la coriandre, ou même des herbes. Un Mexikaner est « comme un smoothie épicé », et on peut « l'expérimenter de manière incroyable ». Entre-temps, plusieurs produits prêts à l'emploi sont également disponibles dans le commerce.
Par rapport aux autres shots, le Mexikaner contient très peu d'alcool. La préparation selon la recette originale aboutit (selon la variante et le grain utilisé) à une teneur en alcool comprise entre 6 et 9 % vol. Pour un Doppelkorn (38 % vol.), on peut donc boire environ cinq Mexikaner de la même taille ; dix Mexikaner de 2 cl chacun contiennent ensemble un peu moins d'alcool qu'un verre de bière (0,33 l à 5 % vol.). Selon le barman Roman Lewandowski, le Mexikaner n'est en tout cas pas adapté pour s'enivrer, car « les vitamines et les électrolytes de la boisson ont exactement l'effet inverse ».